# 酒井峰治
酒井 峰治（さかい みねじ、嘉永5年（1852年） - 1932年（昭和7年）2月25日）は、幕末の会津藩士の子弟。家紋は「剣片喰」。

## 生涯
白虎隊士中二番隊に属す。会津戦争において戸ノ口原退却の際に仲間とはぐれたが、知人の農民らに助けられて帰還を果たし、鶴ヶ城籠城戦に加わった。
明治維新後は一箕村内で精米業を営んだが、1905年（明治38年）、北海道に移り旭川市で再び精米業を営んだ。峰治が生きている間は彼が白虎隊士であったことなどは知られていなかった。しかし1993年（平成5年）に酒井家の仏壇の中から峰治が明治年間に書き記した『戊辰戦争実歴談』が家系図に書き繋いだ巻物の状態で発見されたため名が知られるようになった。